# Witkopeend
De witkopeend (Oxyura leucocephala) is een vogel uit de familie Anatidae (Zwanen, ganzen en eenden). 

## Kenmerken
Een volwassen exemplaar is ongeveer 45 centimeter groot en is daarmee ongeveer even groot als de wilde eend. De woerd heeft een zwarte kruinstreep en voor de rest een zuiver witte kop. Hij heeft in de broedtijd een grote, aan de basis gezwollen lichtblauwe snavel. De borst, flanken en rug zijn lichtbruin. Het vrouwtje heeft een dofbruin verenkleed. Ze lijkt erg op de rosse stekelstaart en verschilt daarvan door de opvallend grote snavel en een duidelijk afgegrensde zwarte streep over de wang.

## Verspreiding en leefgebied
Deze soort komt voor van zuidelijk Europa en noordelijk Afrika tot centraal Azië en noordwestelijk China.

## Voorkomen in Nederland
In Nederland wordt deze soort beschouwd als een dwaalgast met 17 bevestigde waarnemingen (tot 2021).

## Bedreigde diersoort
Aan het begin van de 20ste eeuw waren er nog 100.000 witkopeenden terwijl dit aantal in 1991 werd geschat op 19.000. Tussen 1990 en 2007 is de populatie waarschijnlijk verder afgenomen tot minder dan 10.000 exemplaren. In Italië, Frankrijk, Hongarije, de meeste Balkanlanden, Israël en Egypte is de soort uitgestorven. Een belangrijke pleisterplaats ligt in Turkije (Burdur Gölü). De aantallen zijn daar tussen 1991 en 2001 gedaald van 10.927 naar 653 (gemiddeld bijna 25% achteruitgang per jaar). In 2015 schatte BirdLife International de broedpopulatie in Europa op 250 tot 610 paar. Het aantal overwinteraars in Europa lag tussen de 7,5 en 15,9 duizend individuen; de achteruitgang werd geschat op 60 tot 80% in de periode tussen 2002 en 2012 (ca. 11% gemiddeld per jaar). De totale populatie werd in 2017 geschat op 5300 tot 8700 volwassen individuen. De witkopeend  staat op de Rode Lijst van de IUCN als bedreigde diersoort.

Daarbij komt nog een ander probleem: de verwante rosse stekelstaart (O. jamaicensis) uit Amerika heeft zich gevestigd als exoot in Europa. Doordat deze rosse stekelstaart in de vrije natuur hybridiseert met de zeldzame witkopeend, dreigt deze uit te sterven. Daarom worden er plannen gemaakt om de rosse stekelstaart in West-Europa uit te roeien. Inmiddels zijn in het kader van deze plannen in het Verenigd Koninkrijk duizenden rosse stekelstaarten geschoten.